# Choeroichthys smithi
Choeroichthys smithi är en fiskart som beskrevs av Dawson 1976. Choeroichthys smithi ingår i släktet Choeroichthys och familjen kantnålsfiskar. Inga underarter finns listade i Catalogue of Life.